# Neon (personaje)
Tala Nicole Dimaapi Valdez, más conocida como Neon es un personaje que pertenece al videojuego (creado por Riot Games), Valorant, lanzada el 5 de enero de 2022.

## Historia
Criada en Manila, Filipinas, Valdez es una radiante potenciada por su bioelectricidad, que se ha unido a la malla de radianita de la Tierra. Joven pero antigua veterana de K/SEC, fue reclutada por el Protocolo VALORANT como parte de su Proyecto Omega, concretamente para utilizar sus habilidades eléctricas en su intento de alimentar un teletransportador Alfa-Omega. Aceptando un puesto allí como su decimonoveno agente, "Neón", Valdez dejó su hogar para unirse al Protocolo y ahora busca ayudar a establecer una conexión estable que finalmente permita al VP cruzar a la Tierra Omega.

## Personalidad
Con su velocidad electrizante que le permite entrar en el fragor de la batalla, Neon no puede prometer a sus aliados que se mantendrá alejada del peligro. Aunque confía en sus habilidades y en el valor que pueden aportar durante los tiroteos, a veces le cuesta controlar sus poderes eléctricos, por lo que se esfuerza por mantenerlos bajo control en todo momento.
Neon está muy unida a su familia: en cuanto llegó al cuartel general del protocolo de VALORANT, llamó a sus padres para informarles de las novedades. Según Chamber, Neon tiene un gran sentido del servicio que le viene de su familia. También se preocupa mucho por sus compañeros de equipo durante las misiones, recordándoles que deben cuidarse y mantenerse con vida porque, como ella misma afirma, odia hacer nuevos amigos.

## Apariencia
Neon es una joven filipina de piel aceitunada y baja estatura. Lleva un atuendo atlético con mallas de correr negras y azules y un par de zapatillas deportivas. También lleva un chaleco recortado azul oscuro que parece actuar como conductos eléctricos para sus poderes. Sus brazos y cara tienen dibujos azul claro que pueden iluminarse con sus habilidades radiantes. Tiene el pelo desgreñado hasta los hombros, teñido principalmente de azul eléctrico con vetas amarillas, y lo lleva recogido en coletas. También lleva un cinturón y un brazalete dorado en cada brazo.
Cuando utiliza sus poderes radiantes para canalizar la electricidad a través de su cuerpo, los dibujos de sus brazos, su cara y sus ojos brillan en azul claro, al igual que su pelo, que se eriza debido a la electricidad.